# Étienne Garcin
Étienne Garcin (* 25. April 1784 in Draguignan; † 23. November 1859 ebenda) war ein französischer Autor, Journalist, Romanist und Provenzalist.

## Leben und Werk
Garcin war zuerst Lehrer, später Herausgeber der Zeitung La Gazette du Var. Er verfasste literarische Texte in provenzalischer Sprache und Werke über die Provence (darunter ein zweisprachiges Wörterbuch mit Provenzalisch).

Garcin hinterließ eine provenzalische Robinsonade, die erst in neuester Zeit publiziert wurde.

## Werke
- Le nouveau dictionnaire provençal-français, contenant généralement tous les termes des différentes régions de la Provence les plus difficiles à rendre en français, tels que ceux des plantes, des oiseaux, de marine, d’agriculture, des arts mécaniques, les locutions populaires, etc. etc., précédé d’un Abrégé de grammaire provençale-française; et suivi de la collection la plus complète des proverbes provençaux,  Marseille 1823, Draguignan 1841
- Histoire et topographie de la ville de Marseille, Marseille 1834
- Dictionnaire historique et topographique de la Provence ancienne et moderne, 2 Bde., Draguignan  1835, Nyons 1972
- Poésies provençales. Fables et contes, Paris 1845
- La Robinson Provençale = La Robinsouno Prouvençalo [Roman, zweisprachig], hrsg. von Pierre Chabert (* 1949), Aix-en-Provence 2007
- La Roubinsouno prouvençalo [Roman], hrsg. von  Jean-Luc Domenge [*1962],  La Farlède 2010 (Vorwort von Richard Strambio [Stadt Draguignan]; Einführung durch René Merle [*1936])